# Dictyota dichotoma

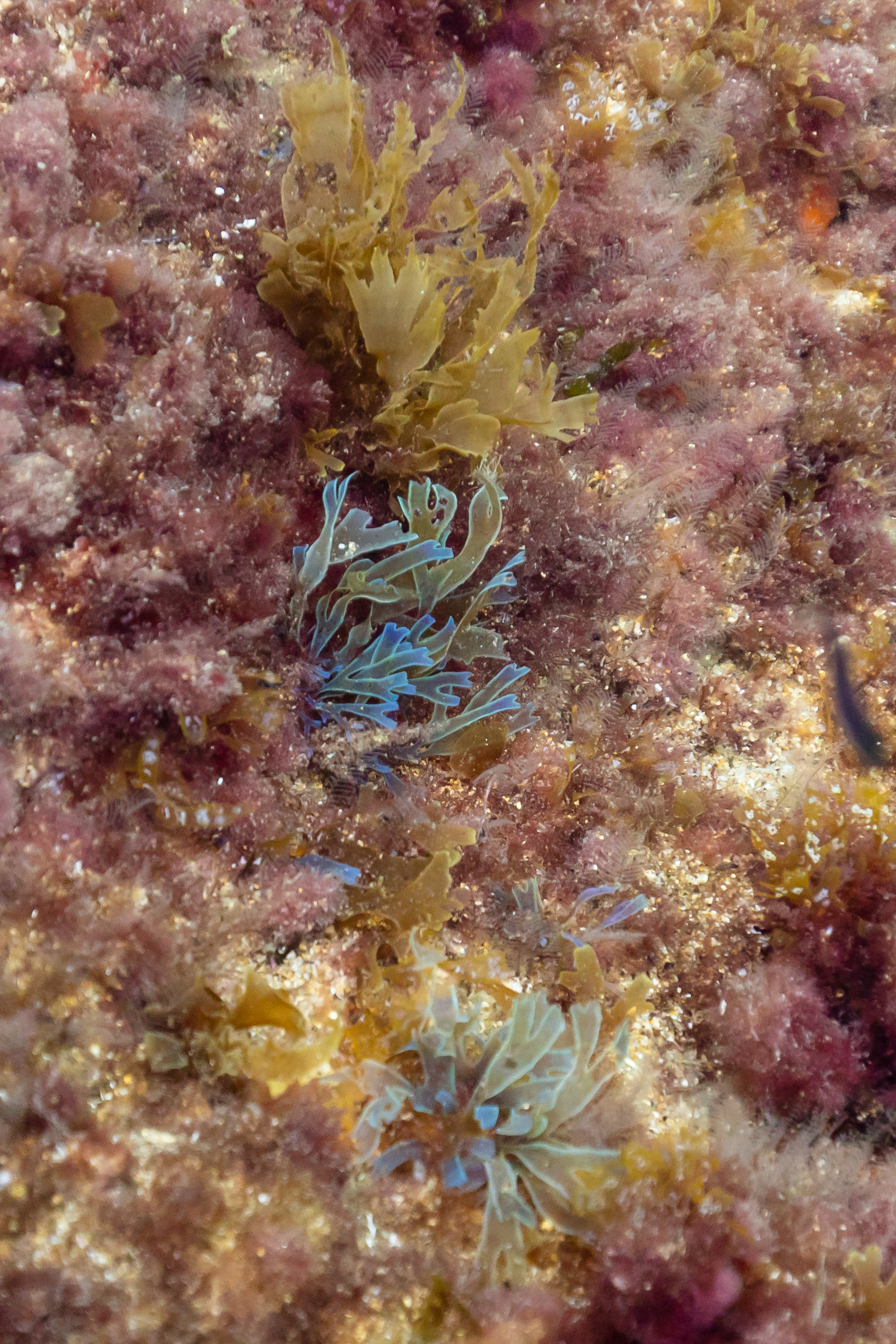
Exemplos coloridos de Dictyota dichotoma

Dictyota dichotoma (Hudson) J.V.Lamouroux 1809 é um espécie de alga castanha taliforme pertencente à ordem das Dictyotales. É comum nos recifes costeiros do Atlântico Nordeste, mas está presente em todos os mares temperados e quentes. O seu habitat são os substratos rochosos ou duros, situados em zonas bem iluminadas e protegidas da ondulação, estendendo-se desde a zona entremarés até aos 20 m de profundidade.

## Descrição
Talo laminar, com cerca de 25 cm de comprimento, aplanado e com bifurcações dicotómicas, característica que lhe mereceu o epíteto específico de dichotoma. O talo tem consistência flexível e cor verde-acastanhada ou amarelada que, quando vista debaixo da água, apresenta laivos de iridescência azulada, o que distingue esta espécie das outras Dictyotales. Os talos apresentam uma falsa nervura, na realidade um simples engrossamento na sua parte mediana, que os percorre em todo o comprimento.
Os ápices das ramificações são arredondados e bi-lobulados. Cada lóbulo apresenta uma zona activa de crescimento no seu centro na qual o crescimento é devido à rápida divisão de uma única célula apical. O alongamento do talo resulta da progressiva formação de compartimentações perpendiculares ao seu eixo. Quando ocasionalmente a divisão ocorre de forma paralela àquele eixo, origina-se a bifurcação do talo (de que resulta a sua estrutura dicotómica), cada um dos dois ramos mantendo posteriormente uma única zona de crescimento, com o consequente alongamento linear progresivo até nova ocorrência de bifurcação.
O talo é constituído por três camadas de células: (1) duas camadas externas, delgadas, que constituem o córtex e sob a qual se impõe a falsa nervura e os tecidos reprodutivos; e (2) uma camada interna, mais grossa, que constitui a medula do talo e lhe dá consistência mecânica. A fixação ao substrato é feita por rizóides, de cor castanho-escura, que terminam em discos adesivos.
A reprodução, em geral coincidente com os meses de Verão (Março a Agosto no Hemisfério Norte), inicia-se com o desenvolvimento de talos dioicos sobre os quais se instalam gametófitos haploides (com número de cromossomas n). Estes formam manchas escuras (tetraesporângios ou soros) na superfície do talo, com os grupos de gametângios orientando-se perpendicularmente ao plano do talo, entremeadas com filamentos estéreis, as chamadas paráfases.
Os gametângios masculinos são estruturas pluriloculadas, produzindo um espermatozoide por lóculo, com a peculiaridade destes serem uniflagelados. Os gametângios femininos são uniloculares, produzindo cada um deles uma única oosfera.
Os gâmetas masculinos quando libertados no ambiente sofrem fenómenos de atracção quimiotáctil por efeito de feromonas excretadas pelo oogónio. Após a fertilização, o zigoto dá origem a um esporófito diploide (com número de cromossomas 2n), no qual se geram por meiose quatro aplanosporos, um tipo especializado de células sem flagelos que são características do grupo. Cada aplanosporo produz por divisão dois gametófitos masculinos e dois gametófitos femininos, que são dispersos pelas correntes, fixando-se quando é encontrado um substrato adequado.
A espécie é tolerante em relação à contaminação orgânica das águas, sobrevivendo desde que haja suficiente penetração da luz. Prefere os fundos rochosos em áreas abrigadas e pouco profundas, em especial pequenas calhetas e poças de maré. Ocorre em geral em associação com Cystoseira spp. e Dyctyopteris, até aos 20 a 25 m de profundidade. Raramente se encontra a profundidades maiores, mas já foi assinalada até aos 80 m em águas de elevada transparência.
É comum no mar Mediterrâneo, no Oceano Atlântico nordeste, no Macaronésia.